# Pop 100
El Pop 100 fue una lista de canciones creada en febrero de 2005 por la revista Billboard en los Estados Unidos, la publicación era semanal y mostraba las 100 canciones más populares con influencia rítmica. Las posiciones en la lista del top 100 de la semana se definían por la puntuación que recibían por radio, ventas físicas del sencillo y descargas digitales del mismo.

## Historia
La lista fue creada como respuesta a las críticas que recibía el Billboard Hot 100, la cual es la más popular e importante lista sencillos de Billboard. Muchas de las quejas eran principalmente porque el Hot 100 tenía tendencia a estar en contra de canciones no rítmicas, haciendo difícil que una canción pop, rock o country entrara en las primeras diez canciones del Hot 100 de Billboard. De hecho, todos los sencillos número uno de 2004 pertenecieron a cantantes de Hip-hop o R&B. Para ilustrar de una manera más extrema, al mismo tiempo que el Pop 100 fue publicado por primera vez, solamente una canción country en los últimos 20 años previos había llegado al número uno del Hot 100 (Lonestar en 2000 con Amazed).
Cuando el Pop 100 se publicó por primera vez, el Hot 100 cambió su formato para bien. Las descargas digitales fueron incorporadas para definir la posición de una canción en el top 100, anteriormente solamente se tomaban en cuenta las ventas físicas del sencillo y la puntuación por radio. Esta nueva modalidad benefició a muchas canciones pop para poder convertirse en éxitos número uno, sobresaliendo «Hollaback Girl» de Gwen Stefani, «SOS» de Rihanna, «Bad Day» de Daniel Powter, también permitió adherir canciones que no lograron llegar al n.º 1 en el Billboard Hot 100, principalmente Britney Spears con las canciones poco reconocidas en las otras listas.
La lista perdió el propósito, ya que si antes de 2005, el R&B y el Hip Hop eran géneros dominantes en la lista Hot 100, con esta lista se planeaba listar canciones pop en su propio chart por su mal desempeño en el Hot 100. A finales de la década de 2000 y principios de la de 2010, el pop se convirtió en género dominante, y la lista Pop 100 empezó a ser redundante al Hot 100, por lo que se decidió descontinuar.

## Pop 100 Airplay
La lista Pop 100 Airplay fue creada conjuntamente a Pop 100. Medía la radiodifusión de un tema en las emisoras de radio top 40, y era uno de los tres componentes de la lista, junto con el Hot 100 Singles Sales y el Hot Digital Songs, que determinaban el posicionamiento de un sencillo en la lista Pop 100.
Pop 100 Airplay era erróneamente confundida con Top 40 Mainstream. La lista Top 40 Mainstream (o Pop Airplay) y Pop 100 Airplay miden el airplay en las emisoras de radio convencionales orientadas a la música pop, pero Pop 100 Airplay (como Hot 100 Airplay) miden el airplay basándose en impresiones estadísticas de la audiencia, mientras que el Top 40 Mainstream usa el número de detecciones totales. Pop 100 Airplay reemplazó a la extinta Top 40 Tracks.